# Episodi di Wayward Pines (seconda stagione)
La seconda e ultima stagione della serie televisiva Wayward Pines è stata trasmessa negli Stati Uniti dall'emittente Fox dal 25 maggio al 27 luglio 2016.
In Italia, la stagione è andata in onda sul canale satellitare Fox dal 29 agosto al 17 ottobre 2016.
| n° | Titolo originale                  | Titolo italiano                 | Prima TV USA   | Prima TV Italia   |
| -- | --------------------------------- | ------------------------------- | -------------- | ----------------- |
| 5  | Enemy Lines                       | Linee nemiche                   | 25 maggio 2016 | 29 agosto 2016    |
| 6  | Blood Harvest                     | Contro ogni regola              | 1º giugno 2016 | 29 agosto 2016    |
| 7  | Once Upon a Time in Wayward Pines | C'era una volta a Wayward Pines | 8 giugno 2016  | 5 settembre 2016  |
| 8  | Exit Strategy                     | Strategia di fuga               | 15 giugno 2016 | 5 settembre 2016  |
| 9  | Sound the Alarm                   | Utopia                          | 22 giugno 2016 | 12 settembre 2016 |
| 10 | City Upon a Hill                  | L'imboscata                     | 29 giugno 2016 | 19 settembre 2016 |
| 11 | Time Will Tell                    | Ogni anno, per duemila anni     | 6 luglio 2016  | 26 settembre 2016 |
| 12 | Pass Judgment                     | Il giorno del giudizio          | 13 luglio 2016 | 3 ottobre 2016    |
| 13 | Walcott Prep                      | I prescelti                     | 20 luglio 2016 | 10 ottobre 2016   |
| 14 | Bedtime Story                     | La favola della buonanotte      | 27 luglio 2016 | 17 ottobre 2016   |

## Linee nemiche
- Titolo originale: Enemy Lines
- Diretta da: David Petrarca
- Scritta da: Mark Friedman

### Trama
Siamo nel 4032 e due fazioni sono cresciute a Wayward Pines: la leadership ufficiale di Jason Higgins, che assieme alla Prima Generazione usa ogni mezzo necessario per mantenere la visione originaria di Pilcher, e un gruppo di ribelli della resistenza guidati da Ben Burke che si oppongono alle regole dal pugno di ferro della Prima Generazione. Più di 2000 anni prima, nelle isole Hawaii, Arnold Pope condivide la stessa visione con il Dottor Theo Yedlin, un chirurgo di successo, confidandogli che Yedlin salverà migliaia di persone. Yedlin si risveglierà disorientato a Wayward Pines, dove gli verrà detto da Jason e dalla sua aiutante Kerry Campbell, che sta facendo parte di un esperimento governativo. Gli verrà anche chiesto di operare una "persona importante", che si rivelerà essere Kate Hewson. L'operazione ha buon fine, ma Kate successivamente si suicida dopo una discussione con Megan. Theo è testimone della pubblica esecuzione in piazza di alcuni membri del gruppo di ribelli di Ben e rivede sua moglie, Rebecca, fra la folla. Ben e Xander si lasciano catturare per evitare altre esecuzioni e sono trasportati assieme a Theo dall'altra parte del recinto dove il gruppo deve ora fare i conti con le Aberrazioni che stanno arrivando.

## Contro ogni regola
- Titolo originale: Blood Harvest
- Diretta da: Brad Turner
- Scritta da: Michael R. Perry

### Trama
Le Aberrazioni cominciano a lanciarsi in massa contro il recinto elettrico sacrificandosi e formando una pila di corpi che permette ad altre Aberrazioni di superare il muro. Jason ed il suo gruppo sventano l'attacco ma Kerry rimane ferita, così Jason fa recuperare il dott. Theo per permettergli di operarla. Ben è lasciato dall'altra parte del recinto e deve cavarsela da solo con le Aberrazioni, nonostante l'interesse preoccupato di Theresa che chiede insistentemente di salvarlo. Con il coltello dalla parte del manico, Theo chiede spiegazioni sulla situazione a Jason, dicendo che opererà Kerry solo dopo averle avute. Jason gli rivela la verità su Wayward Pines. Theo scopre che Rebecca vive a Wayward Pines ormai da tre anni. C.J. dice a Jason che il cibo che hanno piantato dall'altra parte del muro è pronto per essere raccolto ed un gruppo di cittadini usa fucili e lanciafiamme per tenere lontane le Aberrazioni mentre vengono raccolte le provviste. Ben prova a tornare all'interno della recinzione su di un camion ma non ci riesce; trovando una telecamera presso il recinto, Ben fa un’ultima dichiarazione e rivela a tutti quelli che guardano gli schermi di sicurezza che Jason ha mandato un residente della Prima generazione alla morte fuori dal recinto (violando le regole di Pilcher). Quindi Ben è sopraffatto dalle Aberrazioni. Non vedendo alcuna Aberrazione dalle telecamere, Jason pensa di averle fatte finalmente scappare, ma subito una di esse si intravede all’angolo di un campo di mais.

## C'era una volta a Wayward Pines
- Titolo originale: Once Upon a Time in Wayward Pines
- Diretta da: John Krokidas
- Scritta da: Anna Fricke

### Trama
Pam Pilcher racconta la storia di Jason, il primo bambino risvegliato a Wayward Pines, e del modo speciale in cui è stato trattato durante la crescita. Nel presente, Jason, C.J. ed un gruppo di cittadini, pianificano l'espansione di Wayward Pines oltre i confini attuali. Pam è confinata in una casa ai margini della città per aver ucciso il fratello ma, ad un certo punto, si fa viva nell'ufficio di Jason e lo convince a lavorare insieme per il bene di tutta la cittadinanza. Jason perdona Pam pubblicamente ma, nel frattempo, lei sta ordendo un piano per infettare la città con il virus del vaiolo. Pam definisce Wayward Pines "un errore" e chiede a Jason di lasciare che il resto della popolazione possa morire in pace. Pam viene catturata ed imprigionata mentre il virus si trova ancora nel suo periodo di incubazione. Quando Pam racconta a Theo quello che successe alle Hawaii più di 2000 anni prima, Theo si confronta con Rebecca, suggerendo che lei possa essere una dei volontari di Pilcher. All'accademia, Megan istruisce le ragazze a rimanere incinte subito dopo l'arrivo delle prime mestruazioni. La puntata termina con Jason che porta Pam nel bosco e la strangola a morte.

## Strategia di fuga
- Titolo originale: Exit Strategy
- Diretta da: Ti West
- Scritta da: Nazrin Choudhury

### Trama
Intrappolato fuori dal recinto alla fine del primo episodio, Xander si risveglia in fondo ad un pozzo ed è obbligato a combattere contro una Aberrazione. Ritornando a Wayward Pines, incontra e porta con sé Adam Hassler mal vestito e con la barba ed i capelli lunghi. Tornati a Wayward Pines, Jason spiega che Hassler è una delle dodici persone che Pilcher ha mandato all'esterno molti anni prima per investigare il mondo fuori da Wayward Pines ma è l'unica che ha fatto ritorno. Hassler aiuta Xander e gli altri a capire qualcosa di più sulle abitudini e le intenzioni delle Aberrazioni. Nel frattempo Rebecca discute con Megan per aiutare Lucy, una ragazzina di 12 anni che cerca di sottrarsi agli obblighi di procreazione dettati dalla comunità. C.J. ed un gruppo di cittadini escono dal recinto alla ricerca di nuovo terreno fertile; C.J rivela segretamente a Theo che questo viaggio è fatto più per dare speranza alla città che per cercare cibo. Theresa insiste nell'unirsi al gruppo per andare a cercare Ben, trovandolo morto fuori dal recinto.

## Utopia
- Titolo originale: Sound the Alarm
- Diretta da: Alrick Riley
- Scritta da: Edward Ricourt

### Trama
L'Aberrazione che è stata catturata all'interno del recinto è stranamente calma e viene studiata da Megan; risulta essere la prima Aberrazione femmina mai vista o catturata. Il passato di Rebecca è mostrato in un flashback quando, attorno agli anni 2000, Pilcher la contatta e le propone di fare l'architetto a capo del progetto Wayward Pines. Rebecca, entusiasta, progetta l'intera città, ma si tira indietro quando Megan gli rivela che la città verrà costruita in un lontano futuro. Nel presente, Rebecca dice di essere stata rapita da Pilcher e rivela anche a Theo di essere sposata con Xander. Fuori dal recinto, C.J. e il suo team costruiscono un accampamento e Theresa gli dice di voler stare fuori per restare più vicina a Ben. Hassler ammette di aver mandato intenzionalmente Ethan a cercare Kate per poi essere rapito dagli uomini di Pilcher perché voleva sbarazzarsi di lui ed essere più vicino a Theresa. Solo dopo che Ethan e Ben si mettono alla ricerca di Ethan cambia idea e decide di far parte dei 12 volontari per visitare il mondo fuori da Wayward Pines. Alla fine dell'episodio, si vedono le Aberrazioni avvicinarsi all'accampamento di C.J. brandendo torce infuocate.

## L'imboscata
- Titolo originale: City Upon a Hill
- Diretta da: Vincenzo Natali
- Scritta da: Tyler Hisel

### Trama
Le Aberrazioni incendiano le coltivazioni fuori dal recinto e attaccano il gruppo di persone capitanato da C.J. ferendo gravemente Theresa. Jason ed i suoi soldati arrivano e portano al riparo più persone possibili mentre Xander ed un piccolo team di persone aiutano nel salvataggio dopo che Rebecca li ha portati a rubare armi all'interno del deposito sulla montagna. Diverse persone hanno bisogno di cure ospedaliere forzando Theo a mettere in piedi un ambulatorio di fortuna. 35 persone rimangono uccise nell'attacco e Mario confessa a Jason che i combattenti all'interno del recinto sono ormai meno di 20. Hassler visita Theresa che è in condizioni gravi ed un flashback lo mostra mentre si pente della propria decisione di lasciare che Pilcher rapisca Ethan, poi Theresa muore. C.J. rivela che il cibo messo da parte precedentemente sarà abbastanza per le sole prossime tre settimane mentre Theo si rende conto che la quantità rimasta di medicinali e forniture mediche è pericolosamente bassa. Facendo una risonanza magnetica all'Aberrazione femmina catturata, che un tecnico di laboratorio ha chiamato Margaret, Theo si accorge che la dimensione del cervello dell'Aberrazione è il doppio di quella umana, lasciando intendere che non siano solo delle bestie assetate di sangue. Hassler viene a sapere che una Aberrazione femmina è stata catturata e chiede a Theo se per caso ha visto un segno distintivo sul palmo di Margaret, ricevendo risposta affermativa.

## Ogni anno, per duemila anni
- Titolo originale: Time Will Tell
- Diretta da: Jeff T. Thomas
- Scritta da: Anna Fricke

### Trama
Nei flashback, C.J si sveglia dal sonno della camera criogenica ogni 20 anni a partire dall'anno 2034, ed osserva la lenta autodistruzione dell'umanità. Nel 2514 incontra uno degli ultimi umani rimasti sulla terra, un uomo le cui mani con artigli mostrano l'inizio della comparsa del gene mutante. Quando C.J. si risveglia assieme a Pilcher nel 4014, Pilcher è sorpreso nel vedere una Aberrazione, ammettendo che, secondo i suoi calcoli, la mutazione si sarebbe dovuta estinguere da tempo. Nel 4016 Megan prepara una festa per il risveglio del gruppo A, ma C.J. la avverte che per tutti sarà uno shock.
Nel presente, Theo prova a comunicare con Margaret usando delle carte con dei simboli disegnati, sostenendo che l'Aberrazione sia molto intelligente, mentre Megan rimane scettica. I test dimostrano che Margaret è dominante sui maschi della sua specie. Presto anche Hassler conferma che la femmina è la loro leader e che la sua cattura e prigionia sia il motivo della adunanza delle Aberrazioni fuori dal recinto. Di fronte a Jason e Kerry, Margaret indica Theo sostenendo che lui sia il loro leader. Arrabbiato, Jason spara ed uccide le tre Aberrazioni maschi imprigionate e Kerry lo ferma prima che uccida anche Margaret. Più tardi, Margaret riesce ad uscire dalla gabbia nella quale è rinchiusa digitando il codice elettronico che aveva visto usare dal dott. Theo e, rimasta sola con Megan, la ferisce con un bisturi e la lascia a morire dissanguata sul pavimento.

## Il giorno del giudizio
- Titolo originale: Pass Judgment
- Diretta da: Jennifer Lynch
- Scritta da: Seamus Kevin Fahey

### Trama
Xander e Rebecca discutono del loro futuro insieme e lei gli rivela che è incinta. Theo dice a Kerry che l'Aberrazione che l'ha attaccata ha provocato troppi danni e che non potrà più avere dei figli.  Theo scopre anche il cadavere di Megan e la gabbia di Margaret vuota. Jason fa squillare l'allarme in tutta la città e manda in giro soldati per provare ad uccidere la leader delle Aberrazioni. Nell'ufficio di Jason, Rebecca ruba delle mappe che mostrano la pianta della città originaria (prima che Wayward Pines fosse costruita al di sopra) per provare a capire come Margaret sia riuscita ad entrare e come potrebbe uscire. Margaret sembra stia per attaccare Rebecca quando Xander spara all'Aberrazione colpendola alla mano ed al polso. Margaret si rifugia nel bosco e si prepara ad entrare in una vecchia condotta dell'acqua quando Hassler la nota e alza il fucile verso di lei per poi abbassarlo e lasciarla scappare. Hassler segue poi Margaret nella tubazione. Si vede quindi Margaret contorcersi dal dolore mentre si ricorda il brutale attacco ricevuto da Pilcher e dal suo team di soldati per ripulire dalle Aberrazioni l'area in cui sarebbe sorta Wayward Pines. Quando Jason rivela a Kerry una stanza segreta con due camere criogeniche, spiegandole che potranno svegliarsi nel futuro e ricostruire l'umanità, proprio come Adamo ed Eva, Kerry gli confida che non potrà mai più avere figli.

## I prescelti
- Titolo originale: Walcott Prep
- Diretta da: Mathias Herndl
- Scritta da: Mark Friedman

### Trama
Le Aberrazioni curano Margaret e si radunano per attaccare la città. Essendo il loro numero enorme, Jason decide che l'unica cosa da fare è criogenizzare di nuovo tutti gli abitanti della città e aspettare tempi migliori. Ma le capsule adatte possono accogliere solo la metà della popolazione, quindi Jason pensa di selezionare i più adatti per ripopolare la terra al risveglio. Il dottore domanda con quali criteri farà la selezione e, nel caso i criteri fossero la buona salute, gli ricorda che Kerry non può avere figli, quindi verrebbe scartata: la scelta etica migliore sarebbe un sorteggio. Jason si fa consegnare le schede mediche di tutti tra cui alcune cartelle top secret. Tra queste c'è la cartella di Kerry, nella quale è evidenziato che ha avuto un figlio. In un flash back vediamo Pilcher che va in ospedale a trovare una neo mamma: è Kerry che vuole dare in adozione il figlio e vorrebbe una vita migliore. Pilcher le promette che il figlio andrà in Texas in una buona famiglia. Jason legge il nome del figlio di Kerry: il suo nome. Sconvolto vorrebbe suicidarsi, ma arriva Kerry. Lui le chiede del figlio e come fa a sapere che l'hanno mandato in Texas. Lei risponde che è successo 2000 anni prima e che Pilcher aveva preso il bambino. Durante la colluttazione che ne segue, Kerry gli spara.
Fuori dal recinto, Margaret raduna le Aberrazioni e si prepara all'attacco.

## La favola della buonanotte
- Titolo originale: Bedtime Story
- Diretta da: Ti West
- Scritta da: Mark Friedman

### Trama
Theo cerca di salvare Jason ma non ci riesce. Oscar dice a Theo che solo 4 persone hanno il gruppo sanguigno di Jason, una delle quali è Kerry. Capisce così che Jason era il figlio di Kerry. Comincia l'evacuazione, 291 persone già selezionate da Jason cominciano ad essere criogenizzate. Theo registra un messaggio in cui dice di volersi iniettare alcuni virus e farsi divorare dalle Aberrazioni in modo da ucciderle trasmettendo peste e tifo; nel frattempo però quando la metà della popolazione capisce che non verrà salvata, scoppia una rivolta. La città è nel caos. Theo torna al laboratorio per infettarsi ma ci trova Kerry che, trovata la registrazione decide di infettarsi lei stessa e di sacrificarsi al posto del dottore. Theo torna così al centro per criogenizzarsi mentre Kerry si incammina verso la recinzione. Chi è rimasto in città si uccide o cerca di fuggire. Nel finale, oltre la recinzione si vede una Aberrazione che tiene in braccio un bimbo appena nato.